# Сан-Марино на летних юношеских Олимпийских играх 2014
Сан-Марино на летних юношеских Олимпийских играх 2014, проходивших в китайском Нанкине с 16 по 28 августа, было представлено тремя спортсменами в двух видах спорта.

## Состав и результаты

### Плавание
Сан-Марино представляли два пловца.

#### Юноши
| Спортсмен      | Дисциплина               | Предварительный заплыв | Предварительный заплыв | Полуфинал            | Полуфинал            | Финал                | Финал                |
| Спортсмен      | Дисциплина               | Время                  | Место                  | Время                | Место                | Время                | Место                |
| -------------- | ------------------------ | ---------------------- | ---------------------- | -------------------- | -------------------- | -------------------- | -------------------- |
| Дэвид Бернарди | 50 метров вольным стилем | 25,53                  | 36                     | Завершил выступление | Завершил выступление | Завершил выступление | Завершил выступление |
| Дэвид Бернарди | 50 метров на спине       | 28,19                  | 27                     | Завершил выступление | Завершил выступление | Завершил выступление | Завершил выступление |

#### Девушки
| Спортсмен         | Дисциплина                | Предварительный заплыв | Предварительный заплыв | Полуфинал             | Полуфинал             | Финал                 | Финал                 |
| Спортсмен         | Дисциплина                | Время                  | Место                  | Время                 | Место                 | Время                 | Место                 |
| ----------------- | ------------------------- | ---------------------- | ---------------------- | --------------------- | --------------------- | --------------------- | --------------------- |
| Елена Джиованнини | 200 метров вольным стилем | 2:08,27                | 31                     | Завершила выступление | Завершила выступление | Завершила выступление | Завершила выступление |
| Елена Джиованнини | 400 метров вольным стилем | 4:31,97                | 28                     | Завершила выступление | Завершила выступление | Завершила выступление | Завершила выступление |

### Стрельба
Сан-Марино тройственной комиссией было предоставлено одно место для участия.

#### Индивидуальное первенство
| Спортсмен      | Дисциплина                                   | Квалификация | Квалификация | Финал                 | Финал                 |
| Спортсмен      | Дисциплина                                   | Результат    | Место        | Результат             | Место                 |
| -------------- | -------------------------------------------- | ------------ | ------------ | --------------------- | --------------------- |
| Агата Риккарди | Пневматическая винтовка, 10 метров (девушки) | 401,4        | 16           | Завершила выступление | Завершила выступление |

#### Командное первенство
Легенда: Q — квалифицированы.
| Спортсмены                                          | Дисциплина                                             | Квалификация | Квалификация | 1/8 финала                                                            | Четвертьфинал                                    | Полуфинал                                          | Финал/Матч за 3-е место                                  | Место |
| Спортсмены                                          | Дисциплина                                             | Результат    | Место        | Соперники Результат                                                   | Соперники Результат                              | Соперники Результат                                | Соперники Результат                                      | Место |
| --------------------------------------------------- | ------------------------------------------------------ | ------------ | ------------ | --------------------------------------------------------------------- | ------------------------------------------------ | -------------------------------------------------- | -------------------------------------------------------- | ----- |
| Агата Риккарди Сан-Марино Андрия Милованович Сербия | Пневматическая винтовка, 10 метров (смешанная команда) | 821,2        | 6 Q          | Мартина Велосо Сингапур Даниель Клопатофски Санчес Австралия В 10 — 8 | Ивана Бабич Хорватия Сибранд Лоренс ЮАР В 10 — 6 | Надир Мекхимар Египет Истван Пени Венгрия П 5 — 10 | Виктория Сухорукова Украина Шао-Чуан Лу Тайвань П 6 — 10 | 4     |